# Mekonglilja
Mekonglilja (Lilium lankongense) är en art i familjen liljeväxter. Den förekommer i södra Kina. Arten odlas som trädgårdsväxt i Sverige.

## Synonymer
- Lilium duchartrei var. lankongense (Franch.) K.Krause
- Lilium ninae Vrishcz